# Waterpolo al Campionat del Món de natació de 2015 – Homes
El torneig masculí de waterpolo del Campionat del Món de natació de 2015 se celebrà a Rússia entre el 27 de juliol al 8 d'agost

## Equips participants

### Per continents
Àfrica
- Sud-àfrica

Amèrica
- Argentina
- Brasil
- Canadà
- Estats Units

Àsia
- R.P. de la Xina
- Japó
- Kazakhstan

Europa
- Croàcia
- Grècia
- Hongria
- Itàlia
- Montenegro
- Rússia
- Sèrbia

Oceania
- Austràlia

### Per grups
| Grup A          | Grup B       | Grup C     | Grup D     |
| --------------- | ------------ | ---------- | ---------- |
| Croàcia         | Itàlia       | Hongria    | Sèrbia     |
| Brasil          | Estats Units | Argentina  | Japó       |
| Canadà          | Grècia       | Kazakhstan | Montenegro |
| R.P. de la Xina | Rússia       | Sud-àfrica | Austràlia  |

## Ronda preliminar

### Grup A
| Equip           | J | G | E | P | GF | GC | DG  | PTS | Classificat per |
| --------------- | - | - | - | - | -- | -- | --- | --- | --------------- |
| Croàcia         | 3 | 3 | 0 | 0 | 39 | 17 | +22 | 6   | Quarts          |
| Canadà          | 3 | 2 | 0 | 1 | 25 | 20 | +5  | 4   | Play-offs       |
| Brasil          | 3 | 0 | 1 | 2 | 24 | 29 | -5  | 1   | Play-offs       |
| R.P. de la Xina | 3 | 0 | 1 | 2 | 12 | 34 | -22 | 1   | Eliminat        |

| 27 Juliol 2015 09:30 Report | Croàcia                                 | 12‐7 | Canadà   | Kazan Assistència: 507 espectadors Àrbitres: Radosław Koryzna (POL), German Moller (ARG) |
| 27 Juliol 2015 09:30 Report | Resultat per quarts: 4–2, 6–2, 1–0, 1–3 |      |          | Kazan Assistència: 507 espectadors Àrbitres: Radosław Koryzna (POL), German Moller (ARG) |
| 27 Juliol 2015 09:30 Report | quatre jugadors 2                       | Gols | Conway 3 | Kazan Assistència: 507 espectadors Àrbitres: Radosław Koryzna (POL), German Moller (ARG) |

| 27 Juliol 2015 10:50 Report | Brasil                                  | 9‐9  | R.P. de la Xina           | Kazan Assistència: 700 espectadors Àrbitres: Stanko Ivanovski (MNE), Vojin Putniković (SRB) |
| 27 Juliol 2015 10:50 Report | Resultat per quarts: 3–4, 2–1, 3–4, 1–0 |      |                           | Kazan Assistència: 700 espectadors Àrbitres: Stanko Ivanovski (MNE), Vojin Putniković (SRB) |
| 27 Juliol 2015 10:50 Report | Perrone 4                               | Gols | Dong Tao, Zhang Chufeng 3 | Kazan Assistència: 700 espectadors Àrbitres: Stanko Ivanovski (MNE), Vojin Putniković (SRB) |

| 29 Juliol 2015 20:10 Report | R.P. de la Xina                         | 2‐8  | Canadà    | Kazan Assistència: 240 espectadors Àrbitres: Stanko Ivanovski (MNE), György Kun (HUN) |
| 29 Juliol 2015 20:10 Report | Resultat per quarts: 0–3, 0–3, 1–1, 1–1 |      |           | Kazan Assistència: 240 espectadors Àrbitres: Stanko Ivanovski (MNE), György Kun (HUN) |
| 29 Juliol 2015 20:10 Report | Tan Feihu 2                             | Gols | McElroy 3 | Kazan Assistència: 240 espectadors Àrbitres: Stanko Ivanovski (MNE), György Kun (HUN) |

| 29 Juliol 2015 21:30 Report | Croàcia                                 | 10‐9 | Brasil          | Kazan Assistència: 230 espectadors Àrbitres: Mark Koganov (AZE), Daniel Flahive (AUS) |
| 29 Juliol 2015 21:30 Report | Resultat per quarts: 4–2, 4–2, 1–2, 1–3 |      |                 | Kazan Assistència: 230 espectadors Àrbitres: Mark Koganov (AZE), Daniel Flahive (AUS) |
| 29 Juliol 2015 21:30 Report | Sukno 3                                 | Gols | tres jugadors 2 | Kazan Assistència: 230 espectadors Àrbitres: Mark Koganov (AZE), Daniel Flahive (AUS) |

| 31 Juliol 2015 17:30 Report | Croàcia                                 | 17‐1 | R.P. de la Xina | Kazan Assistència: 874 espectadors Àrbitres: Daniel Flahive (AUS), Masoud Rezvani (IRN) |
| 31 Juliol 2015 17:30 Report | Resultat per quarts: 4–1, 5–0, 7–0, 1–0 |      |                 | Kazan Assistència: 874 espectadors Àrbitres: Daniel Flahive (AUS), Masoud Rezvani (IRN) |
| 31 Juliol 2015 17:30 Report | tres jugadors 3                         | Gols | Zhang Chufeng 1 | Kazan Assistència: 874 espectadors Àrbitres: Daniel Flahive (AUS), Masoud Rezvani (IRN) |

| 31 Juliol 2015 18:50 Report | Brasil                                  | 6‐10 | Canadà          | Kazan Assistència: 230 espectadors Àrbitres: Mark Koganov (AZE), György Kun (HUN) |
| 31 Juliol 2015 18:50 Report | Resultat per quarts: 0–3, 3–3, 2–3, 1–1 |      |                 | Kazan Assistència: 230 espectadors Àrbitres: Mark Koganov (AZE), György Kun (HUN) |
| 31 Juliol 2015 18:50 Report | Silva 2                                 | Gols | Boyd, McElroy 2 | Kazan Assistència: 230 espectadors Àrbitres: Mark Koganov (AZE), György Kun (HUN) |

### Grup B
| Equip        | J | G | E | P | GF | GC | DG | PTS | Classificat per |
| ------------ | - | - | - | - | -- | -- | -- | --- | --------------- |
| Grècia       | 3 | 3 | 0 | 0 | 37 | 31 | +6 | 6   | Quarts          |
| Estats Units | 3 | 2 | 0 | 1 | 28 | 26 | +2 | 4   | Play-offs       |
| Itàlia       | 3 | 1 | 0 | 2 | 28 | 28 | 0  | 2   | Play-offs       |
| Rússia       | 3 | 0 | 0 | 3 | 23 | 31 | -8 | 0   | Eliminat        |

| 27 Juliol 2015 12:10 Report | Grècia                                  | 11‐10 | Itàlia            | Kazan Assistència: 883 espectadors Àrbitres: Francesc Buch (ESP), György Kun (HUN) |
| 27 Juliol 2015 12:10 Report | Resultat per quarts: 4–4, 2–1, 3–2, 2–3 |       |                   | Kazan Assistència: 883 espectadors Àrbitres: Francesc Buch (ESP), György Kun (HUN) |
| 27 Juliol 2015 12:10 Report | Afroudakis 3                            | Gols  | quatre jugadors 2 | Kazan Assistència: 883 espectadors Àrbitres: Francesc Buch (ESP), György Kun (HUN) |

| 27 Juliol 2015 13:30 Report | Estats Units                            | 7‐6  | Rússia      | Kazan Àrbitres: Boris Margeta (SLO), Daniel Flahive (AUS) |
| 27 Juliol 2015 13:30 Report | Resultat per quarts: 3–1, 1–2, 2–2, 1–1 |      |             | Kazan Àrbitres: Boris Margeta (SLO), Daniel Flahive (AUS) |
| 27 Juliol 2015 13:30 Report | Azevedo, Cupido 3                       | Gols | Bugaychuk 3 | Kazan Àrbitres: Boris Margeta (SLO), Daniel Flahive (AUS) |

| 29 Juliol 2015 09:30 Report | Rússia                                  | 6‐9  | Itàlia      | Kazan Assistència: 2,350 espectadors Àrbitres: Adrian Alexandrescu (ROU), Radosław Koryzna (POL) |
| 29 Juliol 2015 09:30 Report | Resultat per quarts: 1–1, 0–5, 3–1, 2–2 |      |             | Kazan Assistència: 2,350 espectadors Àrbitres: Adrian Alexandrescu (ROU), Radosław Koryzna (POL) |
| 29 Juliol 2015 09:30 Report | Kholod 3                                | Gols | Giorgetti 2 | Kazan Assistència: 2,350 espectadors Àrbitres: Adrian Alexandrescu (ROU), Radosław Koryzna (POL) |

| 29 Juliol 2015 10:50 Report | Grècia                                  | 11‐10 | Estats Units  | Kazan Assistència: 839 espectadors Àrbitres: Francesc Buch (ESP), Vojin Putniković (SRB) |
| 29 Juliol 2015 10:50 Report | Resultat per quarts: 3–3, 1–3, 4–3, 3–1 |       |               | Kazan Assistència: 839 espectadors Àrbitres: Francesc Buch (ESP), Vojin Putniković (SRB) |
| 29 Juliol 2015 10:50 Report | Fountoulis 4                            | Gols  | tres jugadors | Kazan Assistència: 839 espectadors Àrbitres: Francesc Buch (ESP), Vojin Putniković (SRB) |

| 31 Juliol 2015 20:10 Report | Grècia                                  | 15‐11 | Rússia   | Kazan Assistència: 2,285 espectadors Àrbitres: Adrian Alexandrescu (ROU), Francesc Buch (ESP) |
| 31 Juliol 2015 20:10 Report | Resultat per quarts: 5–2, 3–2, 5–3, 2–4 |       |          | Kazan Assistència: 2,285 espectadors Àrbitres: Adrian Alexandrescu (ROU), Francesc Buch (ESP) |
| 31 Juliol 2015 20:10 Report | Fountoulis 4                            | Gols  | Nagaev 3 | Kazan Assistència: 2,285 espectadors Àrbitres: Adrian Alexandrescu (ROU), Francesc Buch (ESP) |

| 31 Juliol 2015 21:30 Report | Estats Units                            | 11‐9 | Itàlia      | Kazan Assistència: 214 espectadors Àrbitres: Boris Margeta (SLO), Nenad Peris (CRO) |
| 31 Juliol 2015 21:30 Report | Resultat per quarts: 4–4, 3–2, 2–1, 2–2 |      |             | Kazan Assistència: 214 espectadors Àrbitres: Boris Margeta (SLO), Nenad Peris (CRO) |
| 31 Juliol 2015 21:30 Report | Vavić 3                                 | Gols | Di Fulvio 4 | Kazan Assistència: 214 espectadors Àrbitres: Boris Margeta (SLO), Nenad Peris (CRO) |

### Grup C
| Equip      | J | G | E | P | GF | GC | DG  | PTS | Classificat per |
| ---------- | - | - | - | - | -- | -- | --- | --- | --------------- |
| Hongria    | 3 | 3 | 0 | 0 | 52 | 13 | +39 | 6   | Quarts          |
| Kazakhstan | 3 | 2 | 0 | 1 | 34 | 24 | +10 | 4   | Play-offs       |
| Sud-àfrica | 3 | 1 | 0 | 2 | 17 | 37 | -20 | 2   | Play-offs       |
| Argentina  | 3 | 0 | 0 | 3 | 17 | 46 | -29 | 0   | Eliminat        |

| 27 Juliol 2015 17:30 | Sud-àfrica                              | 10‐6 | Argentina | Kazan Assistència: 913 espectadors Àrbitres: Masoud Rezvani (IRN), Sergey Naumov (RUS) |
| 27 Juliol 2015 17:30 | Resultat per quarts: 6–2, 1–2, 1–1, 2–1 |      |           | Kazan Assistència: 913 espectadors Àrbitres: Masoud Rezvani (IRN), Sergey Naumov (RUS) |
| 27 Juliol 2015 17:30 | E. Le Roux, P. Le Roux 3                | Gols | Yañez 3   | Kazan Assistència: 913 espectadors Àrbitres: Masoud Rezvani (IRN), Sergey Naumov (RUS) |

| 27 Juliol 2015 18:50 | Hongria                                 | 14‐5 | Kazakhstan | Kazan Assistència: 1,180 espectadors Àrbitres: Joseph Peila (USA), Cory Williams (NZL) |
| 27 Juliol 2015 18:50 | Resultat per quarts: 4–0, 3–0, 5–2, 2–3 |      |            | Kazan Assistència: 1,180 espectadors Àrbitres: Joseph Peila (USA), Cory Williams (NZL) |
| 27 Juliol 2015 18:50 | Hárai 4                                 | Gols | Ushakov 2  | Kazan Assistència: 1,180 espectadors Àrbitres: Joseph Peila (USA), Cory Williams (NZL) |

| 29 Juliol 2015 12:10 Report | Kazakhstan                              | 15‐7 | Argentina | Kazan Assistència: 1,016 espectadors Àrbitres: Nenad Peris (CRO), Hatem Gaber (EGY) |
| 29 Juliol 2015 12:10 Report | Resultat per quarts: 5–2, 3–3, 5–1, 2–1 |      |           | Kazan Assistència: 1,016 espectadors Àrbitres: Nenad Peris (CRO), Hatem Gaber (EGY) |
| 29 Juliol 2015 12:10 Report | Axenov, Pekovich 4                      | Gols | Yañez 3   | Kazan Assistència: 1,016 espectadors Àrbitres: Nenad Peris (CRO), Hatem Gaber (EGY) |

| 29 Juliol 2015 13:30 Report | Sud-àfrica                              | 4‐17 | Hongria      | Kazan Assistència: 1,127 espectadors Àrbitres: Fabio Toffoli (BRA), Peter de Jong (NED) |
| 29 Juliol 2015 13:30 Report | Resultat per quarts: 1–5, 0–3, 2–4, 1–5 |      |              | Kazan Assistència: 1,127 espectadors Àrbitres: Fabio Toffoli (BRA), Peter de Jong (NED) |
| 29 Juliol 2015 13:30 Report | Molyneux 2                              | Gols | Dén. Varga 5 | Kazan Assistència: 1,127 espectadors Àrbitres: Fabio Toffoli (BRA), Peter de Jong (NED) |

| 31 Juliol 2015 09:30 Report | Sud-àfrica                              | 3‐14 | Kazakhstan | Kazan Assistència: 884 espectadors Àrbitres: Fabio Toffoli (BRA), Hatem Gaber (EGY) |
| 31 Juliol 2015 09:30 Report | Resultat per quarts: 0–4, 1–3, 1–5, 1–2 |      |            | Kazan Assistència: 884 espectadors Àrbitres: Fabio Toffoli (BRA), Hatem Gaber (EGY) |
| 31 Juliol 2015 09:30 Report | tres jugadors 1                         | Gols | Axenov 5   | Kazan Assistència: 884 espectadors Àrbitres: Fabio Toffoli (BRA), Hatem Gaber (EGY) |

| 31 Juliol 2015 10:50 Report | Hongria                                 | 21‐4 | Argentina | Kazan Assistència: 1,1065 espectadors Àrbitres: Sergey Naumov (RUS), Peter de Jong (NED) |
| 31 Juliol 2015 10:50 Report | Resultat per quarts: 6–2, 3–1, 6–1, 6–0 |      |           | Kazan Assistència: 1,1065 espectadors Àrbitres: Sergey Naumov (RUS), Peter de Jong (NED) |
| 31 Juliol 2015 10:50 Report | Dén. Varga 5                            | Gols | López 2   | Kazan Assistència: 1,1065 espectadors Àrbitres: Sergey Naumov (RUS), Peter de Jong (NED) |

### Grup D
| Equip      | J | G | E | P | GF | GC | DG  | PTS | Classificat per |
| ---------- | - | - | - | - | -- | -- | --- | --- | --------------- |
| Austràlia  | 3 | 3 | 0 | 0 | 40 | 26 | +14 | 6   | Quarts          |
| Japó       | 3 | 1 | 1 | 1 | 24 | 19 | +5  | 3   | Play-offs       |
| Sèrbia     | 3 | 1 | 1 | 1 | 29 | 26 | +3  | 3   | Play-offs       |
| Montenegro | 3 | 0 | 0 | 3 | 23 | 45 | -22 | 0   | Eliminat        |

| 27 Juliol 2015 20:10 Report | Sèrbia                                  | 11‐8 | Montenegro      | Kazan Assistència: 2,279 espectadors Àrbitres: Georgios Stavridis (GRE), Adrian Alexandrescu (ROU) |
| 27 Juliol 2015 20:10 Report | Resultat per quarts: 2–1, 4–2, 3–4, 2–1 |      |                 | Kazan Assistència: 2,279 espectadors Àrbitres: Georgios Stavridis (GRE), Adrian Alexandrescu (ROU) |
| 27 Juliol 2015 20:10 Report | Filipović 3                             | Gols | tres jugadors 2 | Kazan Assistència: 2,279 espectadors Àrbitres: Georgios Stavridis (GRE), Adrian Alexandrescu (ROU) |

| 27 Juliol 2015 21:30 Report | Japó                                    | 4‐10 | Austràlia  | Kazan Assistència: 2,287 espectadors Àrbitres: Massimiliano Caputi (ITA), Hatem Gaber (EGY) |
| 27 Juliol 2015 21:30 Report | Resultat per quarts: 0–2, 2–2, 1–3, 1–3 |      |            | Kazan Assistència: 2,287 espectadors Àrbitres: Massimiliano Caputi (ITA), Hatem Gaber (EGY) |
| 27 Juliol 2015 21:30 Report | quatre jugadors 1                       | Gols | Campbell 3 | Kazan Assistència: 2,287 espectadors Àrbitres: Massimiliano Caputi (ITA), Hatem Gaber (EGY) |

| 29 Juliol 2015 17:30 Report | Austràlia                               | 5‐5  | Montenegro | Kazan Assistència: 313 espectadors Àrbitres: Boris Margeta (SLO), Sergey Naumov (RUS) |
| 29 Juliol 2015 17:30 Report | Resultat per quarts: 0–2, 1–1, 1–1, 3–1 |      |            | Kazan Assistència: 313 espectadors Àrbitres: Boris Margeta (SLO), Sergey Naumov (RUS) |
| 29 Juliol 2015 17:30 Report | Younger 3                               | Gols | Janović 2  | Kazan Assistència: 313 espectadors Àrbitres: Boris Margeta (SLO), Sergey Naumov (RUS) |

| 29 Juliol 2015 18:50 Report | Sèrbia                                  | 19‐9 | Japó           | Kazan Assistència: 1,106 espectadors Àrbitres: Masoud Rezvani (IRN), Stephane Roy (CAN) |
| 29 Juliol 2015 18:50 Report | Resultat per quarts: 2–1, 6–2, 5–3, 6–3 |      |                | Kazan Assistència: 1,106 espectadors Àrbitres: Masoud Rezvani (IRN), Stephane Roy (CAN) |
| 29 Juliol 2015 18:50 Report | Nikić 6                                 | Gols | Okawa, Takei 3 | Kazan Assistència: 1,106 espectadors Àrbitres: Masoud Rezvani (IRN), Stephane Roy (CAN) |

| 31 Juliol 2015 12:10 Report | Sèrbia                                  | 10‐9 | Austràlia | Kazan Assistència: 890 espectadors Àrbitres: Radosław Koryzna (POL), Georgios Stacridis (GRE) |
| 31 Juliol 2015 12:10 Report | Resultat per quarts: 3–2, 2–2, 1–4, 4–1 |      |           | Kazan Assistència: 890 espectadors Àrbitres: Radosław Koryzna (POL), Georgios Stacridis (GRE) |
| 31 Juliol 2015 12:10 Report | tres jugadors 2                         | Gols | Younger 3 | Kazan Assistència: 890 espectadors Àrbitres: Radosław Koryzna (POL), Georgios Stacridis (GRE) |

| 31 Juliol 2015 13:30 Report | Japó                                    | 10‐16 | Montenegro        | Kazan Assistència: 640 espectadors Àrbitres: Dion Willis (RSA), Massimiliano Caputi (ITA) |
| 31 Juliol 2015 13:30 Report | Resultat per quarts: 2–3, 2–5, 2–5, 4–3 |       |                   | Kazan Assistència: 640 espectadors Àrbitres: Dion Willis (RSA), Massimiliano Caputi (ITA) |
| 31 Juliol 2015 13:30 Report | Takei 4                                 | Gols  | Ivović, Radović 4 | Kazan Assistència: 640 espectadors Àrbitres: Dion Willis (RSA), Massimiliano Caputi (ITA) |

## Fase Final

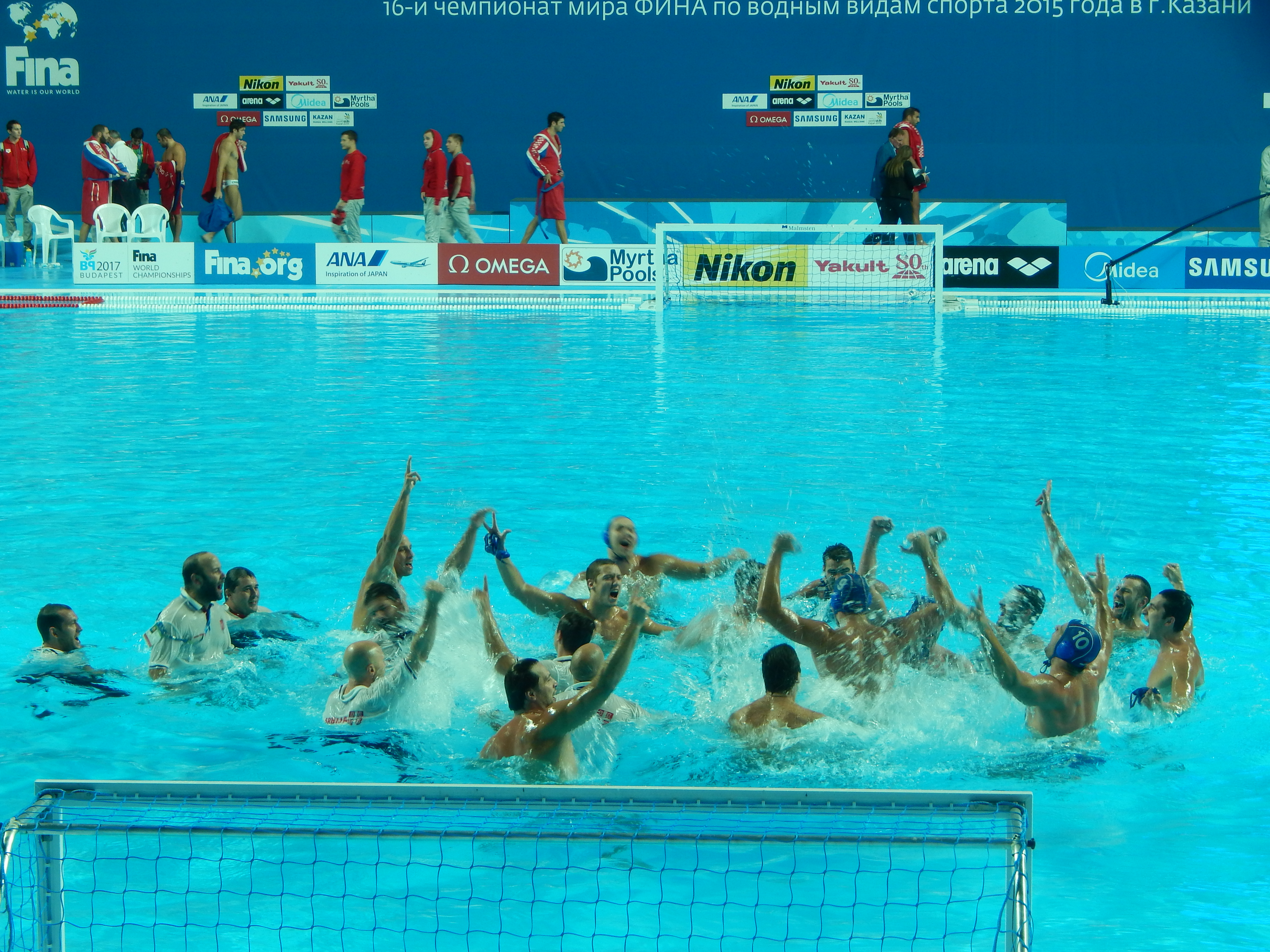
Serbia celebra la medalla d'or

### Quadre Final
|  | Play-offs    | Play-offs  |            |              | Quarts de finals | Quarts de finals |         |                    | Semifinals         | Semifinals |  |  | Final | Final |
|  |              |            |            |              |                  |                  |         |                    |                    |            |  |  |       |       |
|  |              |            |            |              | 4 Agost          |                  |         |                    |                    |            |  |  |       |       |
|  | 2 Agost      |            |            |              |                  |                  |         |                    |                    |            |  |  |       |       |
|  | Croàcia      | 10         |            |              |                  |                  |         |                    |                    |            |  |  |       |       |
|  | Croàcia      | 10         | Kazakhstan | 8            | 6 Agost          | 6 Agost          |         |                    |                    |            |  |  |       |       |
|  |              | Montenegro | Kazakhstan | 8            | 6 Agost          | 6 Agost          | 4       |                    |                    |            |  |  |       |       |
|  | Montenegro   | Montenegro | 12         |              | Croàcia          | 10 (5)           | 4       |                    |                    |            |  |  |       |       |
|  | Montenegro   | 4 Agost    | 12         |              | Croàcia          | 10 (5)           |         |                    |                    |            |  |  |       |       |
|  | 2 Agost      | 2 Agost    |            | Grècia       | 10 (3)           |                  |         |                    |                    |            |  |  |       |       |
|  | 2 Agost      | 2 Agost    | Grècia     | Grècia       | 10 (3)           | 7 (5)            |         |                    |                    |            |  |  |       |       |
|  | Sud-àfrica   | 1          | Grècia     |              |                  | 7 (5)            | 8 Agost | 8 Agost            |                    |            |  |  |       |       |
|  | Sud-àfrica   | 1          |            | Austràlia    | 7 (4)            |                  | 8 Agost | 8 Agost            |                    |            |  |  |       |       |
|  | Austràlia    | 17         |            | Austràlia    | 7 (4)            | Croàcia          | 4       |                    |                    |            |  |  |       |       |
|  | Austràlia    | 17         | 4 Agost    |              |                  | Croàcia          | 4       |                    |                    |            |  |  |       |       |
|  | 2 Agost      | 2 Agost    |            | Sèrbia       | 11               |                  |         |                    |                    |            |  |  |       |       |
|  | 2 Agost      | 2 Agost    | Hongria    | Sèrbia       | 11               | 7                |         |                    |                    |            |  |  |       |       |
|  | Canadà       | 2          | Hongria    | 6 Agost      | 6 Agost          | 7                |         |                    |                    |            |  |  |       |       |
|  | Canadà       | 2          |            | 6 Agost      | 6 Agost          | Itàlia           | 8       |                    |                    |            |  |  |       |       |
|  | Itàlia       | 8          |            | Itàlia       | 6                | Itàlia           | 8       | Partit pel 3r lloc | Partit pel 3r lloc |            |  |  |       |       |
|  | Itàlia       | 8          | 4 Agost    | Itàlia       | 6                |                  |         | Partit pel 3r lloc | Partit pel 3r lloc |            |  |  |       |       |
|  | 2 Agost      | 2 Agost    |            | Sèrbia       | 10               |                  | 8 Agost | 8 Agost            |                    |            |  |  |       |       |
|  | 2 Agost      | 2 Agost    | Sèrbia     | Sèrbia       | 10               | 12               | 8 Agost | 8 Agost            |                    |            |  |  |       |       |
|  | Brasil       | 3          | Sèrbia     |              |                  | 12               | Grècia  | 7 (4)              |                    |            |  |  |       |       |
|  | Brasil       | 3          |            | Estats Units | 7                |                  | Grècia  | 7 (4)              |                    |            |  |  |       |       |
|  | Estats Units | 7          |            | Estats Units | 7                | Itàlia           | 7 (2)   |                    |                    |            |  |  |       |       |
|  | Estats Units | 7          |            |              |                  | Itàlia           | 7 (2)   |                    |                    |            |  |  |       |       |

#### Partits pel 5è lloc
|  | 5è–8è lloc   | 5è–8è lloc |   |           | Partit pel 5è lloc | Partit pel 5è lloc |
|  |              |            |   |           |                    |                    |
|  | 6 Agost      |            |   |           |                    |                    |
|  | Montenegro   | 11         |   |           |                    |                    |
|  | Austràlia    | 8          |   |           |                    |                    |
|  |              |            |   |           |                    |                    |
|  |              |            |   |           | 8 Agost            |                    |
|  |              |            |   |           | Montenegro         | 10                 |
|  |              | Hongria    | 9 |           |                    |                    |
|  |              |            |   |           |                    |                    |
|  |              |            |   |           |                    |                    |
|  |              |            |   |           | Partit pel 7è lloc |                    |
|  | 6 Agost      | 6 Agost    |   | 8 Agost   | 8 Agost            |                    |
|  | Hongria      | 13         |   | Austràlia | 6                  |                    |
|  | Estats Units | 9          |   |           | Estats Units       | 10                 |

#### Partits pel 9è lloc
|  | 9è–12è lloc | 9è–12è lloc |       |            | Partit pel 9è lloc  | Partit pel 9è lloc |
|  |             |             |       |            |                     |                    |
|  | 4           |             |       |            |                     |                    |
|  | Canadà      | 9           |       |            |                     |                    |
|  | Kazakhstan  | 7           |       |            |                     |                    |
|  |             |             |       |            |                     |                    |
|  |             |             |       |            | 6                   |                    |
|  |             |             |       |            | Canadà              | 7 (5)              |
|  |             | Brasil      | 7 (3) |            |                     |                    |
|  |             |             |       |            |                     |                    |
|  |             |             |       |            |                     |                    |
|  |             |             |       |            | Partit pel 11è lloc |                    |
|  | 4           | 4           |       | 6          | 6                   |                    |
|  | Brasil      | 16          |       | Kazakhstan | 11                  |                    |
|  | Sud-àfrica  | 5           |       |            | Sud-àfrica          | 7                  |

#### Partit pel 13è lloc
|  | 13è–16è lloc    | 13è–16è lloc |    |                 | Partit pel 13è lloc | Partit pel 13è lloc |
|  |                 |              |    |                 |                     |                     |
|  | 2 Agost         |              |    |                 |                     |                     |
|  | R.P. de la Xina | 10 (1)       |    |                 |                     |                     |
|  | Rússia          | 10 (4)       |    |                 |                     |                     |
|  |                 |              |    |                 |                     |                     |
|  |                 |              |    |                 | 4 Agost             |                     |
|  |                 |              |    |                 | Rússia              | 9                   |
|  |                 | Japó         | 13 |                 |                     |                     |
|  |                 |              |    |                 |                     |                     |
|  |                 |              |    |                 |                     |                     |
|  |                 |              |    |                 | Partit pel 15è lloc |                     |
|  | 2 Agost         | 2 Agost      |    | 4 Agost         | 4 Agost             |                     |
|  | Argentina       | 6            |    | R.P. de la Xina | 16                  |                     |
|  | Japó            | 14           |    |                 | Argentina           | 9                   |

### Detall per partit

#### Play-offs
| 2 Agost 2015 13:30 Report | Canadà                                  | 2‐8  | Itàlia             | Kazan Assistència: 269 espectadors Àrbitres: Mark Koganov (AZE), Francesc Buch (ESP) |
| 2 Agost 2015 13:30 Report | Resultat per quarts: 0–2, 1–1, 1–2, 0–3 |      |                    | Kazan Assistència: 269 espectadors Àrbitres: Mark Koganov (AZE), Francesc Buch (ESP) |
| 2 Agost 2015 13:30 Report | Kudaba, Torakis 1                       | Gols | Giorgetti, Gitto 2 | Kazan Assistència: 269 espectadors Àrbitres: Mark Koganov (AZE), Francesc Buch (ESP) |

| 2 Agost 2015 17:30 Report | Brasil                                  | 3‐7  | Rússia | Kazan Assistència: 2,090 espectadors Àrbitres: Boris Margeta (SLO), Adrian Alexandrescu (ROU) |
| 2 Agost 2015 17:30 Report | Resultat per quarts: 0–2, 1–1, 1–1, 1–3 |      |        | Kazan Assistència: 2,090 espectadors Àrbitres: Boris Margeta (SLO), Adrian Alexandrescu (ROU) |
| 2 Agost 2015 17:30 Report | tres jugadors 1                         | Gols | Mann 3 | Kazan Assistència: 2,090 espectadors Àrbitres: Boris Margeta (SLO), Adrian Alexandrescu (ROU) |

| 2 Agost 2015 18:50 Report | Kazakhstan                              | 8‐12 | Montenegro          | Kazan Assistència: 2,896 espectadors Àrbitres: Joseph Peila (USA), Daniel Flahive (AUS) |
| 2 Agost 2015 18:50 Report | Resultat per quarts: 3–2, 2–3, 1–5, 2–2 |      |                     | Kazan Assistència: 2,896 espectadors Àrbitres: Joseph Peila (USA), Daniel Flahive (AUS) |
| 2 Agost 2015 18:50 Report | Gubarev 3                               | Gols | Brguljan, Janovic 3 | Kazan Assistència: 2,896 espectadors Àrbitres: Joseph Peila (USA), Daniel Flahive (AUS) |

| 2 Agost 2015 20:10 Report | Sud-àfrica                              | 1‐17 | Austràlia | Kazan Assistència: 213 espectadors Àrbitres: Ni Shi Wei (CHN), German Moller (ARG) |
| 2 Agost 2015 20:10 Report | Resultat per quarts: 1–5, 0–6, 0–2, 0–4 |      |           | Kazan Assistència: 213 espectadors Àrbitres: Ni Shi Wei (CHN), German Moller (ARG) |
| 2 Agost 2015 20:10 Report | E. Le Roux 1                            | Gols | Younger 4 | Kazan Assistència: 213 espectadors Àrbitres: Ni Shi Wei (CHN), German Moller (ARG) |

#### Quarts de final
| 4 Agost 2015 17:30 Report | Croàcia                                 | 10‐4 | Montenegro | Kazan Assistència: 1,769 espectadors Àrbitres: Radosław Koryzna (POL), Massimiliano Caputi (ITA) |
| 4 Agost 2015 17:30 Report | Resultat per quarts: 1–0, 3–0, 3–3, 3–1 |      |            | Kazan Assistència: 1,769 espectadors Àrbitres: Radosław Koryzna (POL), Massimiliano Caputi (ITA) |
| 4 Agost 2015 17:30 Report | Muslim 3                                | Gols | Klikovac 3 | Kazan Assistència: 1,769 espectadors Àrbitres: Radosław Koryzna (POL), Massimiliano Caputi (ITA) |

| 4 Agost 2015 18:50 Report | Grècia                                             | 7‐7  | Austràlia | Kazan Assistència: 1,996 espectadors Àrbitres: Boris Margeta (SLO), Vojin Putniković (SRB) |
| 4 Agost 2015 18:50 Report | Resultat per quarts: 1–0, 1–3, 3–1, 2–3 Penals:5–4 |      |           | Kazan Assistència: 1,996 espectadors Àrbitres: Boris Margeta (SLO), Vojin Putniković (SRB) |
| 4 Agost 2015 18:50 Report | Fountoulis, Genidounias 2                          | Gols | Younger 3 | Kazan Assistència: 1,996 espectadors Àrbitres: Boris Margeta (SLO), Vojin Putniković (SRB) |

| 4 Agost 2015 20:10 Report | Hongria                                 | 7‐8  | Itàlia              | Kazan Assistència: 693 espectadors Àrbitres: Adrian Alexandrescu (ROU), Georgios Stavridis (GRE) |
| 4 Agost 2015 20:10 Report | Resultat per quarts: 2–2, 2–1, 1–2, 2–3 |      |                     | Kazan Assistència: 693 espectadors Àrbitres: Adrian Alexandrescu (ROU), Georgios Stavridis (GRE) |
| 4 Agost 2015 20:10 Report | Dán. Varga 3                            | Gols | Di Fulvio, Luongo 2 | Kazan Assistència: 693 espectadors Àrbitres: Adrian Alexandrescu (ROU), Georgios Stavridis (GRE) |

| 4 Agost 2015 21:30 Report | Sèrbia                                  | 12‐7 | Estats Units | Kazan Assistència: 455 espectadors Àrbitres: Francesc Buch (ESP), Nenad Peris (CRO) |
| 4 Agost 2015 21:30 Report | Resultat per quarts: 4–2, 3–3, 2–1, 3–1 |      |              | Kazan Assistència: 455 espectadors Àrbitres: Francesc Buch (ESP), Nenad Peris (CRO) |
| 4 Agost 2015 21:30 Report | Pijetlović 4                            | Gols | Bonanni 2    | Kazan Assistència: 455 espectadors Àrbitres: Francesc Buch (ESP), Nenad Peris (CRO) |

#### Partits pel 13è lloc
| 2 Agost 2015 10:50 Report | R.P. de la Xina                                     | 10 (1)‐10 (4) | Rússia       | Kazan Assistència: 2,263 espectadors Àrbitres: Stanko Ivanovski (MNE), Masoud Rezvani (IRN) |
| 2 Agost 2015 10:50 Report | Resultat per quarts: 1–2, 4–4, 2–1, 3–3 Penals: 1–4 |               |              | Kazan Assistència: 2,263 espectadors Àrbitres: Stanko Ivanovski (MNE), Masoud Rezvani (IRN) |
| 2 Agost 2015 10:50 Report | Tan Feihu 4                                         | Gols          | 4 jugadors 2 | Kazan Assistència: 2,263 espectadors Àrbitres: Stanko Ivanovski (MNE), Masoud Rezvani (IRN) |

| 2 Agost 2015 12:10 Report | Argentina                               | 6‐14 | Japó    | Kazan Assistència: 218 espectadors Àrbitres: Viktor Salnichenko (KAZ), Hatem Gaber (EGY) |
| 2 Agost 2015 12:10 Report | Resultat per quarts: 0–4, 2–2, 2–4, 2–4 |      |         | Kazan Assistència: 218 espectadors Àrbitres: Viktor Salnichenko (KAZ), Hatem Gaber (EGY) |
| 2 Agost 2015 12:10 Report | Carabantes, Demarchi 3                  | Gols | Takei 4 | Kazan Assistència: 218 espectadors Àrbitres: Viktor Salnichenko (KAZ), Hatem Gaber (EGY) |

#### Partits pel 9è lloc
| 4 Agost 2015 12:10 Report | Canadà                                  | 9‐7  | Kazakhstan | Kazan Assistència: 421 espectadors Àrbitres: Stanko Ivanovski (MNE), German Moller (ARG) |
| 4 Agost 2015 12:10 Report | Resultat per quarts: 1–2, 5–0, 2–3, 1–2 |      |            | Kazan Assistència: 421 espectadors Àrbitres: Stanko Ivanovski (MNE), German Moller (ARG) |
| 4 Agost 2015 12:10 Report | Conway 4                                | Gols | Axenov 3   | Kazan Assistència: 421 espectadors Àrbitres: Stanko Ivanovski (MNE), German Moller (ARG) |

| 4 Agost 2015 13:30 Report | Brasil                                  | 16‐5 | Sud-àfrica      | Kazan Assistència: 213 espectadors Àrbitres: Ni Shi Wei (CHN), Hatem Gaber (EGY) |
| 4 Agost 2015 13:30 Report | Resultat per quarts: 7–3, 2–2, 3–0, 4–0 |      |                 | Kazan Assistència: 213 espectadors Àrbitres: Ni Shi Wei (CHN), Hatem Gaber (EGY) |
| 4 Agost 2015 13:30 Report | Vrlic 5                                 | Gols | cinc jugadors 1 | Kazan Assistència: 213 espectadors Àrbitres: Ni Shi Wei (CHN), Hatem Gaber (EGY) |

#### Partits pel 5è lloc
| 6 Agost 2015 15:30 Report | Montenegro                              | 11‐8 | Austràlia       | Kazan Assistència: 1,500 espectadors Àrbitres: Francesc Buch (ESP), Vojin Putniković (SRB) |
| 6 Agost 2015 15:30 Report | Resultat per quarts: 4–1, 1–1, 4–4, 2–2 |      |                 | Kazan Assistència: 1,500 espectadors Àrbitres: Francesc Buch (ESP), Vojin Putniković (SRB) |
| 6 Agost 2015 15:30 Report | Janović 4                               | Gols | tres jugadors 2 | Kazan Assistència: 1,500 espectadors Àrbitres: Francesc Buch (ESP), Vojin Putniković (SRB) |

| 6 Agost 2015 17:00 Report | Hongria                                 | 13‐9 | Estats Units       | Kazan Assistència: 645 espectadors Àrbitres: Massimiliano Caputi (ITA), Sergey Naumov (RUS) |
| 6 Agost 2015 17:00 Report | Resultat per quarts: 4–2, 3–2, 2–2, 4–3 |      |                    | Kazan Assistència: 645 espectadors Àrbitres: Massimiliano Caputi (ITA), Sergey Naumov (RUS) |
| 6 Agost 2015 17:00 Report | Hárai 4                                 | Gols | Azevedo, Bonanni 3 | Kazan Assistència: 645 espectadors Àrbitres: Massimiliano Caputi (ITA), Sergey Naumov (RUS) |

#### Semifinals
| 6 Agost 2015 20:15 Report | Croàcia                                             | 10‐10 | Grècia        | Kazan Assistència: 2,486 espectadors Àrbitres: Adrian Alexandrescu (ROU), Daniel Flahive (AUS) |
| 6 Agost 2015 20:15 Report | Resultat per quarts: 3–1, 2–3, 3–2, 2–4 Penals: 5–3 |       |               | Kazan Assistència: 2,486 espectadors Àrbitres: Adrian Alexandrescu (ROU), Daniel Flahive (AUS) |
| 6 Agost 2015 20:15 Report | 4 jugadors 2                                        | Gols  | Vlahopoulos 3 | Kazan Assistència: 2,486 espectadors Àrbitres: Adrian Alexandrescu (ROU), Daniel Flahive (AUS) |

| 6 Agost 2015 22:00 Report | Itàlia                                  | 6‐10 | Sèrbia        | Kazan Assistència: 1,859 espectadors Àrbitres: Boris Margeta (SLO), Radosław Koryzna (POL) |
| 6 Agost 2015 22:00 Report | Resultat per quarts: 0–4, 2–4, 2–1, 2–1 |      |               | Kazan Assistència: 1,859 espectadors Àrbitres: Boris Margeta (SLO), Radosław Koryzna (POL) |
| 6 Agost 2015 22:00 Report | Fondelli 2                              | Gols | S. Mitrovic 3 | Kazan Assistència: 1,859 espectadors Àrbitres: Boris Margeta (SLO), Radosław Koryzna (POL) |

#### Partit pel 15è lloc
| 4 Agost 2015 09:30 Report | R.P. de la Xina                         | 16‐9 | Argentina | Kazan Assistència: 753 espectadors Àrbitres: Joseph Peila (USA), Tadao Tahara (JPN) |
| 4 Agost 2015 09:30 Report | Resultat per quarts: 6–2, 3–4, 4–2, 3–1 |      |           | Kazan Assistència: 753 espectadors Àrbitres: Joseph Peila (USA), Tadao Tahara (JPN) |
| 4 Agost 2015 09:30 Report | Dong Tao 4                              | Gols | Yanez 5   | Kazan Assistència: 753 espectadors Àrbitres: Joseph Peila (USA), Tadao Tahara (JPN) |

#### Partit pel 13è lloc
| 4 Agost 2015 10:50 Report | Rússia                                  | 9‐13 | Japó    | Kazan Assistència: 821 espectadors Àrbitres: György Kun (HUN), Masoud Rezvani (IRI) |
| 4 Agost 2015 10:50 Report | Resultat per quarts: 4–3, 1–3, 2–5, 2–2 |      |         | Kazan Assistència: 821 espectadors Àrbitres: György Kun (HUN), Masoud Rezvani (IRI) |
| 4 Agost 2015 10:50 Report | Bychkov 3                               | Gols | Okawa 3 | Kazan Assistència: 821 espectadors Àrbitres: György Kun (HUN), Masoud Rezvani (IRI) |

#### Partit pel 11è lloc
| 6 Agost 2015 10:50 Report | Kazakhstan                              | 11‐7 | Sud-àfrica   | Kazan Assistència: 450 espectadors Àrbitres: Fabio Toffoli (BRA), Tadao Tahara (JPN) |
| 6 Agost 2015 10:50 Report | Resultat per quarts: 4–2, 1–2, 2–1, 4–2 |      |              | Kazan Assistència: 450 espectadors Àrbitres: Fabio Toffoli (BRA), Tadao Tahara (JPN) |
| 6 Agost 2015 10:50 Report | Axenov 7                                | Gols | P. Le Roux 3 | Kazan Assistència: 450 espectadors Àrbitres: Fabio Toffoli (BRA), Tadao Tahara (JPN) |

#### Partit pel 9è lloc
| 6 Agost 2015 12:10 Report | Canadà                                  | 7‐7  | Brasil    | Kazan Assistència: 308 espectadors Àrbitres: Mark Koganov (AZE), Viktor Salnichenko (KAZ) |
| 6 Agost 2015 12:10 Report | Resultat per quarts: 2–2, 1–1, 2–3, 2–1 |      |           | Kazan Assistència: 308 espectadors Àrbitres: Mark Koganov (AZE), Viktor Salnichenko (KAZ) |
| 6 Agost 2015 12:10 Report | Conway, Kubada 2                        | Gols | Delgado 3 | Kazan Assistència: 308 espectadors Àrbitres: Mark Koganov (AZE), Viktor Salnichenko (KAZ) |

#### Partit pel 7è lloc
| 8 Agost 2015 14:00 Report | Austràlia                               | 6‐10 | Estats Units | Kazan Assistència: 1,677 espectadors Àrbitres: Nenad Peris (CRO), Francesc Buch (ESP) |
| 8 Agost 2015 14:00 Report | Resultat per quarts: 3–2, 0–2, 1–4, 2–2 |      |              | Kazan Assistència: 1,677 espectadors Àrbitres: Nenad Peris (CRO), Francesc Buch (ESP) |
| 8 Agost 2015 14:00 Report | Younger 2                               | Gols | Azevedo 4    | Kazan Assistència: 1,677 espectadors Àrbitres: Nenad Peris (CRO), Francesc Buch (ESP) |

#### Partit pel 5è lloc
| 8 Agost 2015 15:30 Report | Montenegro                              | 10‐9 | Hongria         | Kazan Assistència: 2,365 espectadors Àrbitres: Mark Koganov (AZE), Joseph Peila (USA) |
| 8 Agost 2015 15:30 Report | Resultat per quarts: 2–2, 2–1, 2–2, 4–4 |      |                 | Kazan Assistència: 2,365 espectadors Àrbitres: Mark Koganov (AZE), Joseph Peila (USA) |
| 8 Agost 2015 15:30 Report | Ivović 3                                | Gols | tres jugadors 2 | Kazan Assistència: 2,365 espectadors Àrbitres: Mark Koganov (AZE), Joseph Peila (USA) |

#### Partit pel 3è lloc
| 8 Agost 2015 20:30 Report | Grècia                                              | 7‐7  | Itàlia              | Kazan Assistència: 2,165 espectadors Àrbitres: Adrian Alexandrescu (ROU), Radosław Koryzna (POL) |
| 8 Agost 2015 20:30 Report | Resultat per quarts: 1–0, 2–2, 4–4, 0–1 Penals: 4–2 |      |                     | Kazan Assistència: 2,165 espectadors Àrbitres: Adrian Alexandrescu (ROU), Radosław Koryzna (POL) |
| 8 Agost 2015 20:30 Report | Vlahopoulos 3                                       | Gols | Aicardi, Figlioli 2 | Kazan Assistència: 2,165 espectadors Àrbitres: Adrian Alexandrescu (ROU), Radosław Koryzna (POL) |

#### Final
| 8 Agost 2015 22:00 Report | Croàcia                                 | 4‐11 | Sèrbia       | Kazan Assistència: 2,575 espectadors Àrbitres: Boris Margeta (SLO), Georgios Stavridis (GRE) |
| 8 Agost 2015 22:00 Report | Resultat per quarts: 2–2, 0–3, 2–2, 0–4 |      |              | Kazan Assistència: 2,575 espectadors Àrbitres: Boris Margeta (SLO), Georgios Stavridis (GRE) |
| 8 Agost 2015 22:00 Report | Sukno 2                                 | Gols | Prlainović 3 | Kazan Assistència: 2,575 espectadors Àrbitres: Boris Margeta (SLO), Georgios Stavridis (GRE) |

## Classificació Final
|  | Classificats pels Jocs Olímpics de 2016                                   |
|  | Classificats pels Jocs Olímpics de 2016 com guanyador de la Lliga Mundial |

| Posició | Selecció        |
| ------- | --------------- |
| 1       | Sèrbia          |
| 2       | Croàcia         |
| 3       | Grècia          |
| 4       | Itàlia          |
| 5       | Montenegro      |
| 6       | Hongria         |
| 7       | Estats Units    |
| 8       | Austràlia       |
| 9       | Canadà          |
| 10      | Brasil          |
| 11      | Kazakhstan      |
| 12      | Sud-àfrica      |
| 13      | Japó            |
| 14      | Rússia          |
| 15      | R.P. de la Xina |
| 16      | Argentina       |